# Colaspidema sophiae
Colaspidema sophiae là một loài bọ cánh cứng trong họ Chrysomelidae. Loài này được Schaller miêu tả khoa học năm 1783.